# Russische Luftschifffahrt

Russische Briefmarke mit der Albatros

Über die russische und sowjetische Luftschifffahrt sind nur wenige, teils widersprüchliche und kaum nachprüfbare Fakten vorhanden. Dies ist zum einen auf die speziell von der Sowjetunion betriebene Geheimhaltung, die praktisch keinerlei Informationen offenbarte, und zum anderen auf die Propaganda zurückzuführen, die zwar oft große Projekte bewarb, deren Realisierung jedoch im Dunkeln blieb.
Das Russische Reich und später die Sowjetunion kauften und bauten einige kleinere und mittelgroße Luftschiffe. Eine der prägenden Personen war der Italiener Umberto Nobile, der in den 1930er Jahren einige Zeit in der Sowjetunion verbrachte, um dort den Luftschiffbau voranzutreiben. Der Bau von Starrluftschiffen wurde von der Sowjetunion zwar propagiert, jedoch kam es nicht zur Umsetzung.

## Die Anfänge
Bereits 1812 wurde von dem Deutschen Leppig in Woronowo für Russland ein Luftschiff gebaut. Es hatte die Form eines Fisches mit einem Traggerüst ab etwa der Höhe der Längsachse. Der untere Kiel dieses Gerüsts war gleichzeitig die Gondel. Zwei Luftschrauben waren an den Seiten angebracht und am Heck sollte eine Art Ruder für Steuerbarkeit sorgen. Das Gerüst wurde während der Befüllung mit Gas beschädigt und machte damit einen Aufstieg unmöglich.
1885 begann der Raumfahrtpionier Konstantin Eduardowitsch Ziolkowski sein Augenmerk Ganzmetall-Luftschiffen zuzuwenden. Schon ein Jahr später veröffentlichte er seine Studie Theoria Aerostatika, der 1892 die Aerostat Metallitscheski (Theorie eines Ganzmetall-Luftschiffes) folgte. Bis zu seinem Tod 1935 hatte er 35 Bücher, Artikel und Schriften zu dieser Thematik veröffentlicht. Als einziges je gebautes Ganzmetallluftschiff ist neben dem Prototyp von David Schwarz aus dem Jahr 1897 jedoch nur das US-amerikanische ZMC-2 (1929–1941) bekannt.
1906/07 wurde das russische Luftschiff „Kretschet“ (deutsch „Gerfalke “) nicht zuletzt aufgrund der Bemühungen des Generalleutnants N. Kirpitschew geplant. Die Arbeiten zum Bau verliefen jedoch langsam. Das Schiff wurde etwa 1909/10 fertiggestellt. Es wurde von zwei 100-PS-Panhard-Motoren mit je einer Luftschraube angetrieben, hatte eine Länge von 70 m, ein Volumen von 6900 m³ und einen Durchmesser von 11 Metern.
1908 wurde ein kleines Luftschiff „Utschebny“ (dt. „Für die Ausbildung“) gebaut, um die Zeit bis zur Fertigstellung der „Kretschet“ für die Ausbildung der Besatzung zu nutzen. Es hatte ein Volumen von 1500 m³ und war ebenfalls von einem Armeeoffizier, Hauptmann Schabski, gebaut worden.
Praktische russische Erfahrungen brachte 1910 der Kauf zweier Luftschiffe aus Frankreich. Es handelte sich um Zodiac-Luftschiffe. Die Baunummer Zodiac VIII trug in Russland den Namen „Korschun“ (dt. „Geier“), die Baunummer Zodiac IX wurde später die russische „Tschaika“ (dt. „Möwe“). Als Antrieb diente je ein 60-PS-Motor, der eine Geschwindigkeit von 40 km/h ermöglichte. „Korschun“ und „Tschaika“ waren 48 m lang, hatten einen Durchmesser von 48 m und ein Volumen von 2140 m².
Das Parseval-Luftschiff PL 7, Jungfernfahrt am 30. Oktober 1910, wurde für die Armee gebaut. Es fuhr unter dem Namen „Grif“ (dt. „Greif“). Sein Volumen betrug 7300 m³ bei einer Länge von 70 m und 14 m Durchmesser. Angetrieben von zwei 110-PS-Motoren erreichte es eine Höchstgeschwindigkeit von 59 km/h und eine Steighöhe von 2000 m. Die Nutzlast soll bis zu 2100 kg betragen haben.

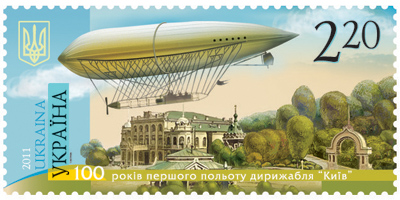
Ukrainische Briefmarke von 2011: „100 Jahre des ersten Fluges des Luftschiffes Kiew“

Ebenfalls 1910 wurde das halbstarre Luftschiff „Forssmann“ (je nach Quelle verschiedene Schreibweisen, wie z. B. auch Forssman oder Forszmann) gebaut, das nach seinem Konstrukteur Villehad Forssman, einem Armeeoffizier, benannt wurde. Es hatte ein Volumen von nur 800 m³, eine Länge von 37 m, Durchmesser 6 m und wog 450 kg. 1911 wurde ein zweites Luftschiff mit 600 m² Inhalt gebaut.
Am 9. Oktober 1911 unternahm Fedir Anders in Kiew den ersten öffentlichen Flug eines zivilen Luftschiffes im russischen Reich auf dem von ihm selbst entworfenen und gebauten Luftschiff „Kiew“.

### Golub, Sokol und Jastreb
Etwa 1910–11 wurden drei Luftschiffe fertiggestellt und an die Armee übergeben. Sie hießen Golub, Sokol und Jastreb (manchmal in der englischen Schreibweise: „Yastreb“) und entsprachen dem damaligen internationalen Stand der Luftschifftechnik.
- Mit der Seriennummer 1 des Ischora-Werks[4] (Ижорский завод) aus Kolpino nahe St. Petersburg wurde 1910 die „Golub“ ausgeliefert. Als Antrieb diente ein 75-PS-Körting-Motor mit zwei Luftschrauben, Volumen: 2270 m³, Länge 46 m, Durchmesser 9,5 m, Höchstgeschwindigkeit: 50 km/h Das Luftschiff „Golub“ (dt. „Taube“) wurde im Sommer 1916 nach Sewastopol verlegt. Wie auch die britischen, deutschen und französischen Luftschiffe wurde es der Marine übergeben. Es hatte keinen militärischen Wert und sollte zur Ausbildung der Marineluftschiffer dienen. Aber schon nach kurzer Zeit, am 22. Junijul. / 5. Juli 1916greg., zerriss seine Hülle beim Befüllen mit Traggas.
- Seriennummer 2[4] des Ischora-Werks Kolpino trug 1911 die „Sokol“ (dt. „Falke“). Das Volumen betrug 2500 m³, Länge 50 m, Durchmesser 10 m. Der Antrieb bestand aus einem 100-PS-de-Dion-Bouton-Motor ebenfalls mit zwei Luftschrauben. Die Höchstgeschwindigkeit betrug 54 km/h.
- Das dritte Luftschiff war in den Duks-Werken (Завод Дукс) bei Moskau gebaut worden und hieß „Jastreb“ (dt. „Habicht“). Es besaß einen 75-PS-Dansette-Gillet-Motor mit Druckpropeller[6] mit zwei Luftschrauben. Das Volumen betrug 2500 m²[6], die Länge 50 m[6], der Durchmesser 9 m. Gerüchten zufolge wurde es im März 1913 zerstört.

## Luftschiffe im Ersten Weltkrieg
Zum Beginn des Ersten Weltkrieges besaß Russland die größte Luftschiffflotte neben Deutschland. In der englischen Zeitschrift Flight International wurden 1913 11 Luftschiffe genannt (in englischer Transkription): Parseval, Lebaudy, Astra I, Astra II, Lebed, Outcheburg I, Outcheburg II, Zodiac I, Zodiac II, Forzman I und Forzman II.

### Albatros
Das in Russland gebaute Luftschiff „Albatros“ (Seriennummer 3 des Ischora-Werks Kolpino) konnte mit acht bis 12 Personen eine Geschwindigkeit von bis zu 75 km/h erreichen. Es hatte ein Volumen von etwa 8000 bis 10 000 m³, jedoch nur eine Dienstgipfelhöhe von 2000 Metern. Angeblich ist es einmal 1912 beim Befüllen mit Gas aufgeplatzt. Der Antrieb erfolgte über zwei Körting-Motoren mit insgesamt 110 kW (150 PS) und Zweiblattpropellern. Als Baujahr wird 1914 angegeben.
1914 bekam dieses Luftschiff den Befehl, von St. Petersburg nach Wladiwostok an der Pazifikküste zu fahren. Für das Prallluftschiff war dies unmöglich, jedoch wurden alle Vorbereitungen für diese Fahrt getroffen. Mit dem Beginn des Ersten Weltkrieges wurden die Vorbereitungen zu dieser Reise aber sofort abgebrochen.
Am 12.jul. / 25. August 1914greg. wurde das Schiff an eine neue Mannschaft übergeben. Sie bestand aus dem Kommandanten Oberstleutnant B. W. Golubow, den Offizieren I. M. Lossowski, A. P. Aturin, L. A. Lipping und den Mechanikern A. G. Kirotar und P. I. Tschimala.
Die neue Besatzung fuhr das Schiff von St. Petersburg über Lida nach Białystok. Beginn der Überführung war am 15.jul. / 28. August 1914greg.. Um 17.30 Uhr wurde die „Albatros“ ausgehallt und stieg um 18.00 Uhr auf. Die Flughöhe war 200 m bei einem Seitenwind von 5 m/s. Die Eisenbahnlinie nach Warschau diente der Navigation. Nach einem Motorschaden verlor die Besatzung unweit von Pskow die Orientierung, jedoch gelang es ihr, nach der Reparatur neue Orientierungspunkte zu finden.
Am 16.jul. / 29. August 1914greg. um 2.00 Uhr wurde das Luftschiff in einer Höhe von 200 bis 300 m von der Festung Dwinsk aus beschossen. Wieder verlor die Besatzung die Orientierung, fand jedoch trotzdem den Weg nach  Lida, wo sie um 6:30 ankam.
Einige Tage später begann die Tannenbergschlacht. Die „Albatros“ wurde nach Białystok geflogen. Von dieser Stadt aus sollte sie Aufklärungsflüge in Richtung Allenstein unternehmen. Starke Westwinde verhinderten jedoch die Durchführung der Aufgabe. Am 30. Augustjul. / 12. September 1914greg. wurde dem Schiff befohlen, einen Bombenangriff unweit der Festung Osowiec zu unternehmen. Die „Albatros“ wurde jedoch von eigenen (russischen) Truppen beschossen und musste mit 12 Löchern in der Hülle umkehren.
Am 9.jul. / 22. September 1914greg. fuhr das Schiff nach Brest-Litowsk, Mitte September kehrte es nach Białystok zurück. Oberstleutnant B. W. Golubow wurde durch Stabskapitän A. I. Schabski ersetzt.
Am 2., 3. und 6. (15., 16. und 19.) Oktober 1914 führte das Luftschiff insgesamt sechs erfolglose Fahrten nach Lötzen (heute: Giżycko) zur Feste Boyen durch. Vier wurden wegen zu starkem Wind abgebrochen, einmal verlor die Besatzung die Orientierung und einmal wurde es von russischen Truppen beschossen. Am 13.jul. / 26. Oktober 1914greg. verlor der Kommandant A. I. Schabski im Nebel die Orientierung und musste notlanden. Das Luftschiff wurde dabei schwer beschädigt und später abgewrackt.

### Berkut
Das Luftschiff „Berkut“ (dt. „Steinadler“), ehemals Clément-Bayard No. 1, mit dem Baujahr 1910 galt bereits bei Kriegsausbruch als veraltet. Im Sommer 1916 wurde es als Ersatzteilspender zerlegt und seine Hülle für den Bau von 9 Gasbehältern verwendet. Es besaß bei 56 m Länge und 10,5 m Durchmesser ein Volumen von 3500 m³. Mit einem Clément-Bayard-Antrieb von 105 PS erreichte es 54 km/h.

### Burewestnik (PL-14)
Beim Luftschiff „Burewestnik“ (dt. „Sturmvogel“) handelt es sich um das ehemalige Parseval-Luftschiff „PL 14“, das seine erste Fahrt am 27. Februar 1913 durchführte. Es wurde im Herbst 1914 in Białystok für den Kampfeinsatz vorbereitet. Sein Kommandant war A. P. Tschetschulin. Am 19. Dezember 1914jul. / 1. Januar 1915greg. stieg das Schiff auf eine Höhe von 1100 Metern. Von dieser Höhe aus wurden Bombenversuche durchgeführt. Diese Höhe reichte jedoch nicht aus, um das Luftschiff vor Flak-Feuer zu bewahren. Zum Ende des Winters 1915 wurde die „Burewestnik“ beim Aushallen beschädigt und deswegen abgewrackt. Das Luftschiff hat letztendlich keinen Kampfeinsatz durchgeführt.
- Länge: 90
- maximaler Durchmesser: 15,5 m
- Volumen: 9600 m³
- max. Geschwindigkeit: 67 km/h
- Motorisierung: zweimal 180 PS Maybach

### Tschernomor 1–4
Am 9.jul. / 22. Juni 1916greg. wurde anlässlich der Ausrüstung der Schwarzmeerflotte mit Luftfahrzeugen der Luftschiffverband in Sewastopol gegründet. Die Hauptaufgabe der Luftschiffe des Verbandes war der Kampf gegen deutsche U-Boote. Es wurden vier Prallluftschiffe in England bestellt. Es waren die üblichen Patrouillenluftschiffe der „Sea-Scout“-Klasse. Die Schiffe wurden Tschernomor 1 bis 4 genannt. „Tschernomor“ (dt. „Schwarzmeer“) ist der Name einer fiktiven Gestalt, des Befehlshabers der 33 Recken, aus dem Gedicht Das Märchen vom Zaren Saltan von Alexander Puschkin.
Diese Luftschiffe verfügten über unzuverlässige Motoren: „Tschernomor 1“ bzw. „Tschernomor 2“ wurden wegen allzu häufiger Ausfälle der Motoren während der Einsatzfahrten abgerüstet. „Tschernomor 3“ verbrannte am 24. Märzjul. / 6. April 1917greg. in der Halle. Daraufhin wurde „Tschernomor 4“ erst gar nicht ausgepackt und verblieb in seiner originalen Lieferverpackung aus England.

## Zwischen den Weltkriegen

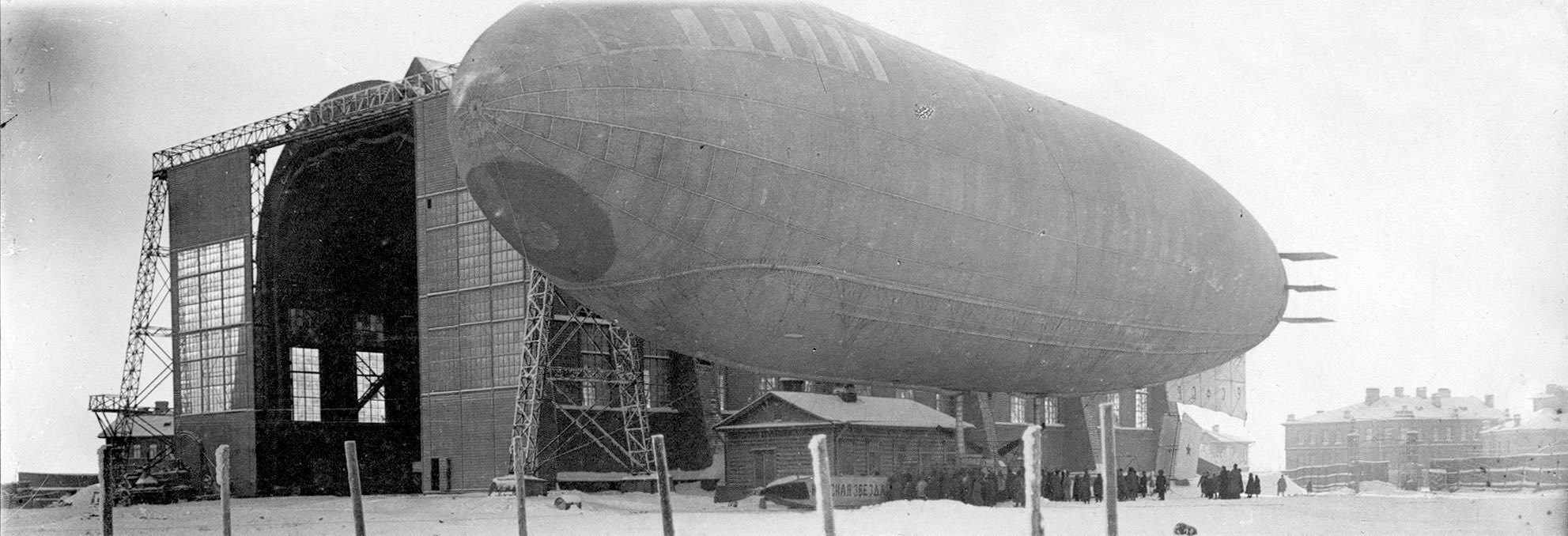
„Krasnaja Swesda“

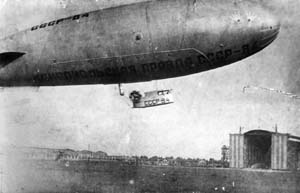
CCCP-B4 (UdSSR-W4)

Im Herbst 1920 wurde in Petrograd (heute St. Petersburg) das ehemals in Frankreich gebaute Luftschiff Astra rekonstruiert. Es hatte ein Volumen von 12 000 m³ und wurde danach in „Krasnaja Swesda“ (Roter Stern) umbenannt. Es führte fünf erfolgreiche Fahrten durch, bevor es im Frühjahr 1921 zu einem Unfall kam.
Der Weltkrieg, die Revolution und der Bürgerkrieg hatten die Entwicklung von Luftschiffen in Russland unterbrochen. So wurde das erste kleine sowjetrussische Prallluftschiff erst 1920 gebaut. Zwei weitere kamen 1925 dazu, das größere davon, das Kleinluftschiff „Moskowski Chimik-Resinschtschik“ (dt. „Moskauer Gummi-Chemiker“) verließ am 14. Juni 1926 erstmals seinen Hangar. Es war das dritte in der UdSSR gebaute Luftschiff besaß ein Volumen von 2400 m³. Die für vier Personen ausgelegte Gondel hatte der beim ZAGI tätige Flugzeugkonstrukteur Andrei Tupolew entworfen. Ein ehrgeiziger Fünfjahresplan brachte von 1928 bis 1932 eine Reihe von kleinen Versuchs-Prallluftschiffen hervor. Sie waren entworfen worden, um die Machbarkeit zu testen, Besatzungen auszubilden und die Fertigung größerer Luftschiffe vorzubereiten. Diese ersten Schiffe führten zum Erstaunen der Bevölkerung, die noch nie derartige Gefährte gesehen hatte, einige Fahrten über Moskau und die Umgebung durch.
Eines von ihnen war wahrscheinlich das 1929 projektierte Prallluftschiff. Die Zeitung „Komsomolskaja Prawda“ organisierte über eine Spendenaktion die notwendigen Geldmittel. Am 31. August 1930 fand die Jungfernfahrt des zu Ehren der Zeitung auf den Namen „Komsomolskaja Prawda“ getauften Luftschiffes, über Moskau statt. Das Schiff trug die offizielle Bezeichnung CCCP-B4 (UdSSR-W4). Fotos aus den Jahren 1933 und 34 zeigen ein Prallluftschiff mit einer unter dem Schiff an Seilen aufgehängter Gondel aus Wellblech, das auf der Hülle neben der Schiffbezeichnung auch einen großen Schriftzug der Zeitung trägt.
Die nächsten drei, 1932 in Leningrad bei der neu geschaffenen Luftschiff-Konstruktions-Abteilung, gebauten Schiffe erhielten die Bezeichnung W-1 bis W-3. Sie hatten ein Volumen von 2200, 5010 und 6500 Kubikmetern. Obwohl W-2 schon nach kurzer Zeit zerstört wurde, fuhren die anderen bis zum Schwarzen Meer und demonstrierten die Vielseitigkeit von Luftschiffen im Post-, Passagier- und Frachttransport und ihre besondere Eignung für die großen Entfernungen innerhalb des Landes und die Funktionstüchtigkeit unter ungünstigen klimatischen Bedingungen.
CCCP-B3 (UdSSR-W3) hatte ein Volumen von 6500 m³. Es wurde von zwei Kolbentriebwerken mit je 240 PS angetrieben und konnte eine Höchstgeschwindigkeit von 100 km/h erreichen. Die Länge betrug 63,5 m. Die Gondel war mit etwas Abstand an Seilen und Streben aufgehängt. Diese Konstruktionsweise sollte wahrscheinlich die Brandgefahr der mit Wasserstoff gefüllten Hülle verringern. Auch Vera Djomina, die welterste Luftschiffkommandantin, fuhr auf diesem Schiff.

### Nobile in der Sowjetunion
Nicht zuletzt durch die Besuche großer Luftschiffe, wie der Norge und LZ 127 „Graf Zeppelin“ wuchs auch in der Sowjetunion der Wunsch, große Luftschiffe zu bauen. Man lud daher den italienischen Luftschiffkonstrukteur Umberto Nobile ein, in der Sowjetunion den Luftschiffbau voranzutreiben. Diese Entscheidung wurde durch Stalin selbst abgesegnet, während Mussolini, sich gute Propaganda für das faschistische Italien erhoffend, zustimmte.
Nobile siedelte im Mai 1932 nach Moskau über. Er stand dort jedoch ganz am Anfang. Die im Moskauer Umland gelegene Bauwerft verfügte weder über eine Luftschiffhalle, noch über Werkstätten oder Material. Die zukünftigen Luftschiffbauer hatten nicht einmal Zeichentische oder Papier, stattdessen mussten sie die Rückseiten alter Landkarten und Möbel benutzen, die sie selbst aufgetrieben hatten. Nobile wurden 80 junge Techniker, 30 Konstrukteure und die Luftschiff-Ausbildungsschule unterstellt, die Techniker für die anstehenden Großtaten der Sowjetunion ausbildete. Dort waren weitere 500 Schüler eingeschrieben.
Die Gestaltung und Konstruktion des Luftschiffes begann nach vielen Hürden im Sommer 1933.
Wie für Stalin und die Sowjetunion üblich, wurden solche Projekte nicht allein in die Verantwortung eines Ausländers gegeben. Unabhängig von Nobile bauten sowjetische Techniker 1934 ein halbstarres Luftschiff mit einem Volumen von 9150 m³. Es erhielt die Bezeichnung СССР-В7 „Челюскинец“ (UdSSR-W7 Tscheljuskinez). (Nach Quelle: „Die Großen Zeppeline“ war W7 ein 38 000 m³-Schiff, das 1934 von Trojani, Nobile und Katanski erbaut wurde).
Ein Foto zeigt ein zweimotoriges Luftschiff bei einer Wasserlandung, dessen Hülle mit „СССР-В7“ beschriftet ist und dessen Proportionen einem 9000 m³-Luftschiff entsprechen.
Es wurde jedoch nur wenige Tage nach der Fertigstellung am 10. August 1934 in seiner hölzernen Luftschiffhalle in Dolgoprudny bei Moskau durch ein Feuer zerstört. Dabei verbrannten auch UdSSR-W4 und UdSSR-W5, die dort ebenfalls untergebracht waren. Die Ursache für den Brand ist nicht ganz geklärt. Angeblich konnte es zu diesem Brand kommen, da ein vorgeschlagener Blitzableiter bis dahin nicht eingebaut worden war. Dieser Verlust, nach dem betriebenen Aufwand rief eine Untersuchungskommission der gefürchteten Geheimpolizei OGPU auf den Plan. Alle Tätigkeiten wurden aus Sorge vor größeren Schwierigkeiten gestoppt.
Die UdSSR-W7 schien verhext zu sein. Neu in der Luftschiffhalle zerstört, wurde sie im Frühling 1935 durch ein Schiff mit der Bezeichnung СССР-В7бис „Челюскинец“ (UdSSR-W7bis Tscheljuskinez) ersetzt. Auch dieses Schiff wurde bereits bei seiner Jungfernfahrt in der Nacht vom 24. Oktober 1935 zerstört. Die Route sollte von Gattschina nach Petrosawodsk und wieder zurückführen. Auf dem Rückweg ging dem Schiff jedoch aufgrund starker Winde einige hundert Kilometer vom Ziel entfernt der Kraftstoff aus, mehrere Stunden lang trieb es Richtung Finnland ab. Der Kommandant entschied sich für eine Notlandung, dabei geriet das Schiff in eine Überlandleitung und verbrannte. Ein Besatzungsmitglied starb. Der Überflug über Petrosawodsk wurde in der Zeitung „Krasnaja Karelija“ am 24. Oktober durch eine kurze Notiz dokumentiert: Am 23. Oktober 1935 überflog das Luftschiff „USSR-53“ (Modell „Tscheljuskinez W-7“) Petrosawodsk. Nach mehreren Schleifen und einer vollen Runde flog es weiter Richtung Leningrad.
Nobiles Arbeit ging jedoch weiter. Die W6 führte ihre Jungfernfahrt am 5. November 1934 durch. Zwei Tage später fuhr das Schiff als Teil der Feierlichkeiten zur Oktoberrevolution über Moskau. W6 wurde in „OSOAWIACHIM“ (ОСОАВИАХИМ = Всесоюзное общество содействия авиаций и химической обороне ‚Allunionsgesellschaft zur Unterstützung der Luftfahrt und der chemischen Verteidigung‘, bestand 1927–1948) umbenannt, eine Organisation, die die Luftfahrt in der breiten Öffentlichkeit populär machen sollte. Das Schiff war eine Weiterentwicklung der Italia mit einer Länge von ca. 106 m und einem Volumen von 19 400 m³.
Alle während Nobiles Aufenthalt in der Sowjetunion von 1931 bis 1936 gebauten Luftschiffe waren zum Passagiertransport vorgesehen. Die СССР-В6 (dt. UdSSR-W6) sollte die Linie zwischen Moskau und Swerdlowsk befahren, konnte jedoch nicht eingesetzt werden, da es dort keine Luftschiffhallen, Ankermasten und Möglichkeiten zum Auftanken gab. Erst 1936 wurde schließlich in Swerdlowsk ein Ankermast aufgestellt und eine erfolgreiche Versuchsfahrt durchgeführt. Die W6 von Nobile war der größte Erfolg der sowjetischen Leichter-als-Luft-Flotte und auch das größte in der UdSSR je gebaute Luftschiff. Im Oktober 1937 brach es mit einer Fahrtdauer von 130 Stunden und 27 Minuten den Dauerfahrtrekord für Luftschiffe aller Klassen. Die zurückgelegte Strecke betrug angeblich rund 5000 km.
Im Februar 1938 fuhr es jedoch in seine Katastrophe. Die driftende Arktis-Station „Nordpol-1“ unter Leitung von Iwan Papanin trieb auf einer Scholle in Richtung Grönland ab, wo sie zu zerbrechen begann. Daraufhin wurden die drei Eisbrecher Taimyr, Jermak und Murman zur Rettung ausgesandt, da sie jedoch nur langsam vorankamen, wurde auch W6 mit Nikolai Gudowanzew als Kommandant gestartet, um die Forscher aufzunehmen. Am 5. Februar kollidierte es jedoch in schlechtem Wetter bei Kandalakscha mit einem Berg. Bei dem Unglück verloren 13 Insassen ihr Leben, sechs überlebten. Die Forscher auf der Eisscholle wurden schließlich von den Eisbrechern gerettet. Die Urnen der getöteten Besatzungsmitglieder wurden in einem eigens dafür errichteten Erinnerungskomplex im Moskauer Nowodewitschi-Kloster beigesetzt. Es wird angenommen, dass diese Katastrophe auch der Grund für das Ende dieses sowjetischen Luftschiffbauprogramms war.
Ein weiteres Luftschiff von Nobile, die W8 mit einem Volumen von 9500 m³ genauso groß wie die W7, wurde nach nur zwei Jahren 1938 außer Dienst gestellt. Es hatte eine zu geringe Nutzlast, und es wurden wenig geeignete Flugzeugmotoren verbaut.
Zu dieser Zeit war Umberto Nobile bereits nach Italien zurückgekehrt. Damit war auch der Informationsfluss über den Luftschiffbau in der Sowjetunion unterbrochen, die Aktivitäten wurden jedoch fortgesetzt.
Das bis dahin größte Luftschiff, die UdSSR-W9 war 1936 im Bau. Bei einem Volumen von 25 000 m³ sollte es acht Kabinen für 16 Passagiere inklusive Raucherzimmer und elektrischer Küche haben. Es gibt keine Belege, dass das Schiff je fertiggestellt wurde. Auch über das Luftschiff W10, das im Mai 1938 Versuchsflüge über Moskau unternahm, gibt es keine weiteren Informationen.
In den meisten Ländern kam die Luftschifffahrt nach der Hindenburg-Katastrophe 1937 zum Erliegen. Die Sowjetunion erklärte jedoch, nicht entmutigt zu sein und die Luftschiffaktivitäten sogar noch verstärken zu wollen. Sie wollte ihre Luftschiffe mit Traggas aus den neu entdeckten Heliumvorkommen füllen. Die großen Luftschiffbauprogramme waren jedoch vorüber.
Es wurden nur noch einige wenige Prallluftschiffe gebaut, die auch am Zweiten Weltkrieg teilnahmen.
Um 1937 gab es auch kommerzielle Luftschiffnutzung. Luftschiff-Produktionsstätten befanden sich in Leningrad und am Zentralen Aerohydrodynamischen Institut (ZAGI) in der Nähe von Moskau.
Viele sowjetische Briefmarken zeigen Luftschiffe, jedoch lässt sich nur schwer zwischen echten Schiffen und Projekten unterscheiden. Aus dem Jahre 1931 ist ein Poster mit dem Aufruf, in Lenins Namen eine Luftschiffflotte zu bauen, bekannt.

## Zweiter Weltkrieg
Im Zweiten Weltkrieg besaß die Sowjetunion drei Luftschiffe, die die Rote Armee unterstützten.
- „UdSSR-W1“ (СССР-В1): war das erfolgreichste Luftschiff, das nach dem Ersten Weltkrieg von der Sowjetunion entwickelt wurde. Der Erstflug fand Anfang 1932 statt. Fünf Jahre später, am 7. April 1937, stieg es erstmals mit einer weiblichen Besatzung auf. Nachdem etwas später die Hülle und die Motoren ersetzt waren, fuhr das Luftschiff erstmals wieder am 1. Mai 1939 unter der Bezeichnung „UdSSR-W1bis“. Während des Zweiten Weltkrieges versorgte es die Feldluftschiffer (Fesselballoneinheiten) der Roten Armee mit Material. Im März 1940 wurde das Schiff auf Anweisung der Regierung zerlegt und eingelagert. Im April 1942 wurde das Luftschiff, jetzt unter der Bezeichnung „UdSSR-W12“ (СССР-В12) wieder in Betrieb genommen. Das Volumen betrug 3000 m³, die Höchstgeschwindigkeit 80 km/h bei einer Nutzlast von bis zu 1100 kg. Später wurden die Kernkomponenten verwendet, um das Luftschiff „UdSSR-W12bis“ mit dem Beinamen „Patriot“ zu bauen. Vermutlich handelte es sich dabei um eine gründliche Revision und den Tausch der Hülle. Das Luftschiff W12 unternahm 1943 556 und 1944 414 Fahrten mit einer Gesamtdauer von 1284 Stunden. Während des gesamten Krieges war es unfallfrei im Einsatz. Nach dem Kriegsende wurde das Schiff verwendet, um die Wälder im Norden des Landes zu beurteilen. 1947 wurde es beim Einhallen von einer Windböe erfasst und gegen die Hallentore gedrückt. Eine der elektrischen Leitungen für den Torantrieb schlug über der Hülle Funken, die das Wasserstoffgas entzündeten. Das Luftschiff brannte halb eingehallt ab. Dem Kommandanten Wladimir Ustinowitsch gelang es jedoch, alle an Bord befindlichen Personen abzusetzen, so dass niemand zu Schaden kam.

- „Победа“ (Pobeda ‚Sieg‘), Baujahr 1944: Es half nach dem Zweiten Weltkrieg in der Schwarzmeerregion bei der Wrack- und Seeminensuche.

- „Малыш“ (Malysch ‚Kind‘, ‚Knirps‘)

Die Schiffe UdSSR-W12 und „Pobeda“ unternahmen 1945 216 Fahrten mit einer Dauer von insgesamt 382 Stunden. Sie transportierten im Zweiten Weltkrieg rund 200 000 m³ Wasserstoff und etwa 320 t Ladung für die Rote Armee. Insgesamt führten die sowjetischen Luftschiffe während des Zweiten Weltkrieges über 1500 Fahrten durch.

## Nach dem Zweiten Weltkrieg

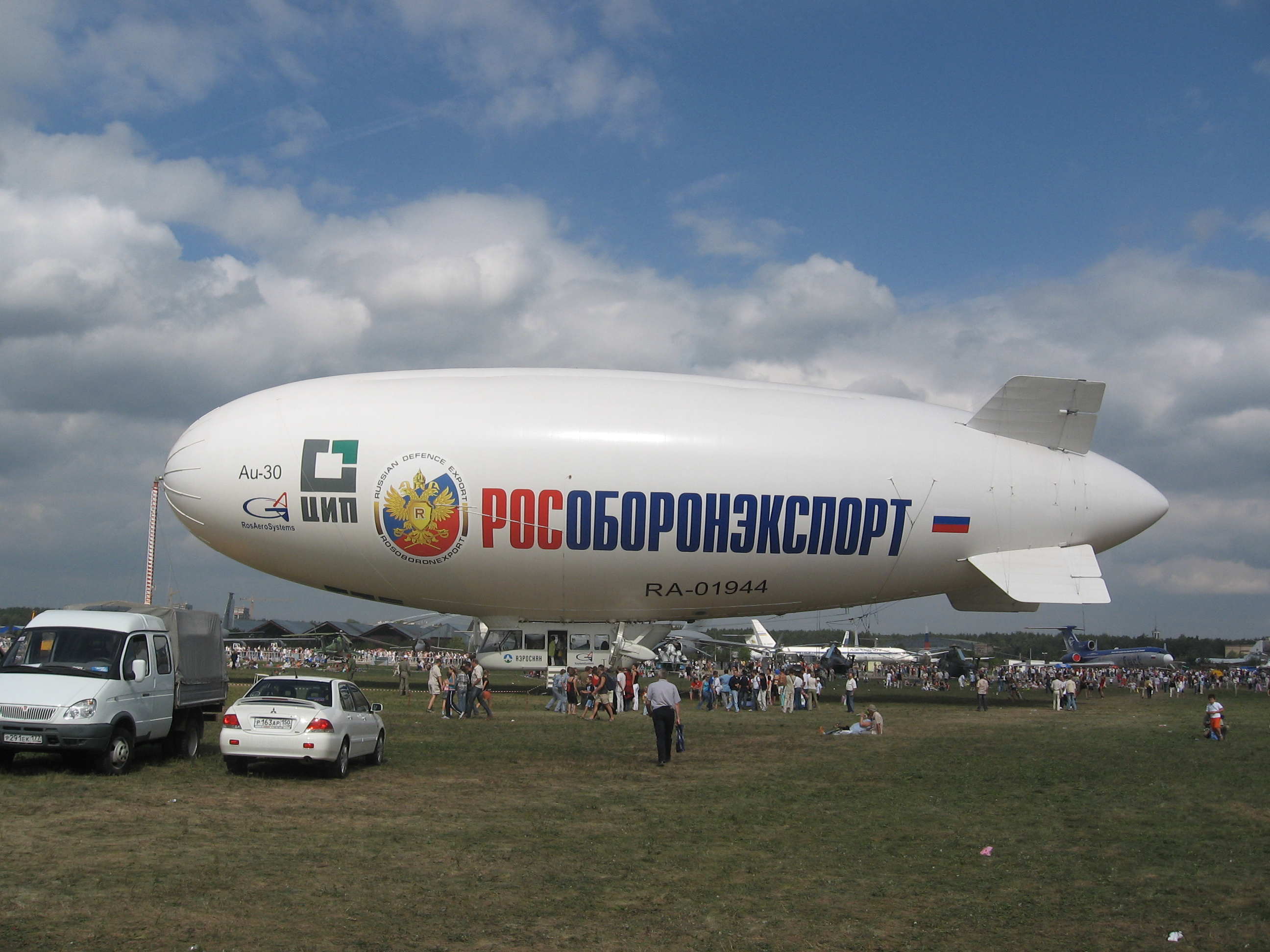
AU-30 auf der MAKS 2007

Die Luftschiffe waren nach dem Krieg wertvoll für die Verbindung mit abgelegenen Gebieten, Flugplätzen und für wissenschaftliche Untersuchungen. Das letzte Passagierschiff, die „Patriot“, wurde 1946 in Dienst gestellt. Aber schon 1950 wurden die regulären inländischen Luftschifffahrten beendet. Die Luftschiffära war damit vorerst vorbei.
1968 wurde ein Versuchsluftschiff in konventioneller Bauweise erprobt. Es hatte eine Länge von 50 Meter bei einer Tragkraft von 1100 kg und einer Geschwindigkeit von 100 km/h. Damals waren zwei weitere Luftschiff-Typen geplant:
- „Nowosibirsk 1“ sollte ein Prallluftschiff mit einer Länge von 55, einem Durchmesser von 12 Metern und einer Nutzlast von 1000 kg sein.
- „Nowosibirsk 2“ sollte eine Länge von 154 Meter und einen Durchmesser von 36 Metern haben. Seine zwei Motoren sollten eine Geschwindigkeit von 120 km/h ermöglichen. Die Nutzlast 30 000 kg betragen.

Über den Verlauf dieser beiden Projekte ist nichts weiter bekannt.
1982 wurde beschlossen, zwei Versuchsmuster von großen Transportvorrichtungen zu bauen, die das Prinzip Leichter als Luft nutzten. Das Programm wurde vom Institut „Orgenergostroi“ durchgeführt. Bereits im Sommer 1982 fanden erfolgreiche Tests in der Stadt Berjosowski (Nähe Swerdlowsk) statt. Zum Einsatz kam das bemannte Versuchsmodell „Ural 3“ Das Luftschiff hatte eine Länge von 20, eine Höhe von 18 und eine Breite von 7 Metern bei 500 kg Tragkraft. Ein Motorradmotor mit zwei Luftschrauben sorgte für Vortrieb. Es wurden 50 km/h erreicht, wobei durch die ungewöhnliche Form weder eine höhere Geschwindigkeit möglich, noch geplant war. Eine Version mit drei Tonnen Nutzlast war für die Serienfertigung geplant. Daneben gab es auch größere Studien. Das Luftschiff sollte als fliegender Kran dienen. Es waren jedoch auch Anwendungen in der Land- und Forstwirtschaft angedacht.
Nach dem Zerfall der Sowjetunion bildeten sich einige private Unternehmen in Russland, die sich mit der Luftschifffahrt befassen: zum Beispiel Augur Luftfahrtsysteme mit ihrer Tochtergesellschaft RosAeroSystems, die neben Gasluftschiffen (z. B. Au-11 und Au-12) auch die Heißluft-Luftschiffe AV-1R und Au-29 herstellt. Es wird auch an einem achtsitzigen Luftschiff Au-30 gearbeitet (Stand Mitte 2005).